# Großsteingräber bei Anloo-Noord
Die Großsteingräber bei Anloo-Noord waren ursprünglich eine Gruppe von wahrscheinlich drei megalithischen Grabanlagen der jungsteinzeitlichen Westgruppe der Trichterbecherkultur bei Anloo, einem Ortsteil von Aa en Hunze in der niederländischen Provinz Drenthe. Von diesen existiert heute nur noch eines. Die Überreste der zwei zerstörten Gräber wurden 1992 entdeckt. Das erhaltene Grab trägt die Van-Giffen-Nummer D8, die zerstörten Gräber tragen die Nummern D8a und D8b.

## Lage
Die Gräber befinden sich nördlich von Anloo im Waldgebiet Kniphorstbos. Das erhaltene Grab D8 liegt im Wald, nur wenige Meter östlich des Boswegs. Die zerstörten Gräber befinden sich nur wenig südöstlich auf einer Lichtung. In der näheren Umgebung gibt es mehrere weitere Großsteingräber: 1 km westlich befindet sich das Großsteingrab Schipborg (D7) und 1,1 m östlich das Großsteingrab Annen (D9).

## Forschungsgeschichte

### 18. und 19. Jahrhundert
Grab D8 wurde erstmals 1711 von Ludolf Smids erwähnt. Petrus Camper fertigte 1768 eine Zeichnung an. Leonhardt Johannes Friedrich Janssen, Kurator der Sammlung niederländischer Altertümer im Rijksmuseum van Oudheden in Leiden, besuchte 1847 einen Großteil der noch erhaltenen Großsteingräber der Niederlande, darunter auch das Grab D8, und publizierte im folgenden Jahr das erste Überblickswerk mit Baubeschreibungen und schematischen Plänen der Gräber. Zwischen 1848 und 1875 erfolgte eine erste Restaurierung. Janssens Nachfolger Willem Pleyte unternahm 1874 zusammen mit dem Fotografen Jan Goedeljee eine Reise durch Drenthe und ließ dort erstmals alle Großsteingräber systematisch fotografieren. Auf Grundlage dieser Fotos fertigte er Lithografien an. Conrad Leemans, Direktor des Rijksmuseums, unternahm 1877 unabhängig von Pleyte eine Reise nach Drenthe. Jan Ernst Henric Hooft van Iddekinge, der zuvor schon mit Pleyte dort gewesen war, fertigte für Leemans Pläne der Großsteingräber an. Leemans’ Bericht blieb allerdings unpubliziert. 1878 erfolgte eine Untersuchung durch William Collings Lukis und Henry Dryden, die auf Anregung von Augustus Wollaston Franks die Provinz Drenthe bereisten und dabei sehr genaue Grundriss- und Schnittzeichnungen von 40 Großsteingräbern anfertigten.

### 20. und 21. Jahrhundert
Zwischen 1904 und 1906 dokumentierte der Mediziner und Amateurarchäologe Willem Johannes de Wilde alle noch erhaltenen Großsteingräber der Niederlande durch genaue Pläne, Fotografien und ausführliche Baubeschreibungen. Seine Aufzeichnungen zum Grab D8 sind allerdings verloren gegangen. 1918 dokumentierte Albert Egges van Giffen die Anlage für seinen Atlas der niederländischen Großsteingräber. 1952 wurde das Grab ein zweites Mal restauriert. 1965 fand eine kleinere Untersuchung statt. Die Gräber D8a und D8b wurden erst 1992 von A. Klein Wassink, Jan Evert Musch und J. Musch entdeckt und oberflächlich untersucht. Eine Grabung fand bislang nicht statt. 2017 wurde Grab D8 zusammen mit den anderen noch erhaltenen Großsteingräbern der Niederlande in einem Projekt der Provinz Drente und der Reichsuniversität Groningen von der Stiftung Gratama mittels Photogrammetrie in einem 3D-Atlas erfasst.

## Beschreibung

### Grab D8
Bei der Anlage handelt es sich um ein ostnordost-westsüdwestlich orientiertes Ganggrab. Eine steinerne Umfassung konnte nicht festgestellt werden. Die Grabkammer hat eine Länge von 7,9 m und eine Breite von 4,4 m. Sie besitzt vier Wandsteinpaare an den Langseiten, je einen Abschlussstein an den Schmalseiten und vier Decksteine. An der Mitte der südlichen Langseite befindet sich der Zugang zur Kammer. Diesem war ursprünglich ein Gang aus zwei Wandsteinen vorgelagert, von denen nur noch einer vorhanden ist. Das Standloch des fehlenden Gangsteins wurde mit Beton ausgegossen.

### Grab D8a
Von der Anlage ist noch ein flacher Hügel mit einer ovalen erkennbar. Die Grube hat eine Länge von 11 m und eine Breite von 6 m. Sie barg wohl ursprünglich eine Grabkammer mit vier oder fünf Wandsteinpaaren an den Langseiten und je einem Abschlussstein an den Schmalseiten. Da keine Grabung stattgefunden hat, sind die genauen Maße der Kammer und der Grabtyp unbekannt. Wahrscheinlich hat es sich aber wie bei fast allen Großsteingräbern in den Niederlanden um ein Ganggrab gehandelt.

### Grab D8b
Auch von dieser Anlage ist noch ein flacher Hügel mit einer ovalen erkennbar. Die Grube hat eine Länge von 6 m und eine Breite von 3,5 m. Sie barg wohl ursprünglich eine Grabkammer mit maximal drei Wandsteinpaaren an den Langseiten und je einem Abschlussstein an den Schmalseiten. Am Boden der Grube konnten noch Reste des steinernen Kammerpflasters festgestellt werden. Da keine Grabung stattgefunden hat, sind die genauen Maße der Kammer und der Grabtyp unbekannt. Wahrscheinlich hat es sich aber wie bei fast allen Großsteingräbern in den Niederlanden um ein Ganggrab gehandelt.

## Funde
Als Oberflächenfunde traten bei den zerstörten Gräbern D8a und D8b Keramikscherben und Feuersteinartefakte der Trichterbecherkultur auf.